# Paroeax nasicornis
Paroeax nasicornis är en skalbaggsart som först beskrevs av Francis Polkinghorne Pascoe 1871.  Paroeax nasicornis ingår i släktet Paroeax och familjen långhorningar.
Artens utbredningsområde är:
- Gabon.
- Sierra Leone.
- Togo.

Inga underarter finns listade i Catalogue of Life.